# ديفيد فابر (طباع)
ديفيد فابر (بالإنجليزية: David Faber)‏ هو طباع أمريكي، ولد في 1950.